# 裏横浜

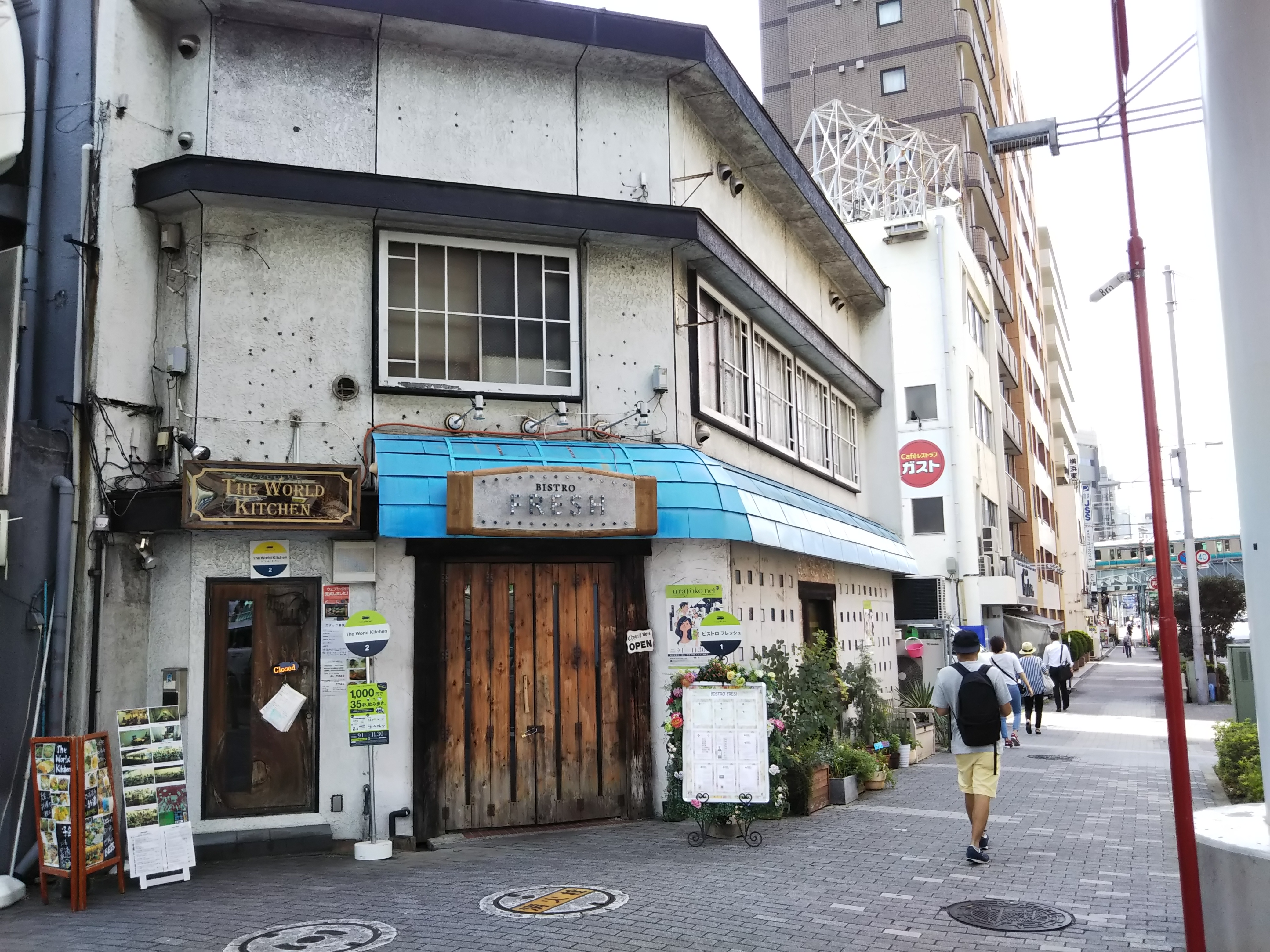
裏横発祥の地、「ビストロ フレッシュ」。店頭のバス停を模した看板は、urayoko netスタンプラリー参加店の目印。

裏横浜（うらよこはま）は、横浜駅東口南側の高島・平沼・戸部周辺の、独立系飲食店が集まるエリアを指す。裏横とも略称される。

## 歴史
横浜駅は1928年に現在地に移転して以来、東口が「表口」であったが、昭和30年代に西口の油槽所跡などに大型商業施設が進出してからは、西口周辺の繁華街が「表の顔」のようなにぎわいを持つようになった。
東口周辺が「裏横浜」と呼ばれるようになったのは比較的最近で、万里橋南詰でビストロやリストランテを経営している入交　功氏が2002年に横浜ウォーカーの取材を受けた際、「このエリアを何と呼ぶのか」の質問に、大人のイメージのある裏原宿のような街になってほしいとの思いから、「裏横」と答えた。このインタビューは2002年5月に発売された同誌に掲載され、一般に知られるようになった。
2011年からは、裏横浜エリアの魅力を周知するため、例年秋にグルメスタンプラリーが開催されている。2014年6月には「裏横浜商店会」が発足、商店街としての役割を持つようにもなった。

## エリア
横浜駅東口を出て右側、崎陽軒本店と横浜中央郵便局の間を入り、帷子川を渡る万里橋から石崎川を渡る浅山橋にかけての通りと、万里橋からみなとみらいすずかけ通りに向かう通りに挟まれた一帯が裏横浜の中心で、商店会には平沼商店街や、戸部の国道1号沿いの店舗も加盟している。徒歩圏内には単身者向けワンルームマンションが多く、駅ビルの飲食店の閉店時刻以降も営業する店舗があることから、横浜駅周辺のファッションビルで働くブティック店員の利用も見られる。
個人経営のバルや海鮮居酒屋、イタリア料理店が多く、横浜野菜や三浦半島の海の幸など地産地消を掲げる店もある。繁華街でしばしばみられる客引きがいないことも特徴である。
裏横浜には飲食店向きの物件は多くなく、2002年頃からは西口の繁華街から新横浜通りを挟んだ岡野や浅間下にも飲食店が進出するようになった。このエリアは「奥横浜」と呼ばれる。